# 宇宙戦艦ヤマトIII
『宇宙戦艦ヤマトIII』（うちゅうせんかんヤマトスリー）は、讀賣テレビ放送・日本テレビ系列で1980年10月11日 - 1981年4月4日、土曜日の午後7時 - 7時30分、全25話で放送されたテレビアニメーション。
「宇宙戦艦ヤマトシリーズ」の第7作で、テレビアニメとしては第3作にあたる。

## 作品解説
西崎義展が前作『宇宙空母ブルーノア』の次に製作した、西崎作品としての「宇宙戦艦ヤマトシリーズ」としては最後のテレビアニメ。全52話での放送が予定されていたが、視聴率が15.4%程度と低迷したため、放送期間が半年2クールに短縮される。当初の企画では本作は『宇宙戦艦ヤマト 新たなる旅立ち』に続く作品であったが、松本零士からの原案執筆の申し出があり、そちらを劇場版（『ヤマトよ永遠に』）の形で公開することになった。そのため、本企画は『ヤマトよ永遠に』に続くものとして、テレビ用に企画しなおされている。
太陽異常による太陽系破滅の危機が訪れ、移住可能惑星の探査に旅立ったヤマトが、星間戦争に巻き込まれながらも任務を遂行していくというのが本作のストーリー基軸である。「太陽に核融合異常増進が起こり、このままだと1年以内に地球は灼熱地獄となって人類が滅亡」というあらすじは、高校生のファングループの投稿が元になっている。ただし、太陽膨張による地球壊滅の危機に際して第二の地球を探すというプロット自体は、『さらば宇宙戦艦ヤマト 愛の戦士たち』の企画時点ですでに存在していた。また、この設定は第1作で用いられた「イスカンダルへの1年というタイムリミットを切られてのカウントダウン」の緊迫感を再度活用したものであり、シリーズ内オマージュでもある。なお、本作のナレーション担当には、第1作に登場した後もシリーズ全体を通じてヤマトクルーの精神的支柱であり続けた沖田十三艦長を演じた納谷悟朗が起用されている。
ガルマン・ガミラス帝国とボラー連邦、そして地球の関係は当時の冷戦構造が基になっていると推測される。当初はガルマン・ガミラス、ボラーに次ぐ第三勢力として「ゼニー合衆国」（国家元首はゴーマン大統領）の登場が予定されたが、放送期間の短縮によって見送られている。当時の企画資料にはガルマン・ガミラスはナチス・ドイツ、ボラーはソ連、ゼニーはアメリカをイメージしていることが記述されている。
シリーズの設定における本作の年代は、劇中では「23世紀初頭」とナレーションで説明されるのみで、年数は明示されていない。放送当時には西暦2205年と設定されていたが、『完結編』は2203年と設定される（詳細は宇宙戦艦ヤマト 完結編#時代設定を参照）。この変更により、『宇宙戦艦ヤマトIII』は2202年や2205年など複数の記述が資料に存在することとなる。なお、『ヤマトよ永遠に』は2202年と設定されていた。
タイトルは『宇宙戦艦ヤマト3』との表記も見られるが、ローマ数字での表記が正式である。ただし、パチンコ版だけはアラビア数字での『宇宙戦艦ヤマト3』の表記が用いられている。
最終話のラストシーンでは西崎のメッセージが表示され、1982年夏に本作の続編でもある『宇宙戦艦ヤマト 完結編』を公開予定だったが、制作作業の遅れの影響で1983年3月に延期されることになった。
シリーズに深く関わってきた一人である松本零士は、本作終了後のインタビューで「私は、ヤマトという作品に大変愛着を感じているので、この辺でそっと自分の胸の中にしまっておきたいというのが本心」「でも、もし次を作ることになるなら、私の自由にやらせてくれるということでなければ、参加したくない」「そうでなければヤマトは、私の作品ではなくなってしまうと思うから」と述べており、後年に起こる宇宙戦艦ヤマト裁判の火種は、この時点ですでにうかがえる。

## ストーリー
23世紀初頭、星間国家ボラー連邦と新興帝国ガルマン帝国との間で、銀河の覇権を争う銀河系大戦が勃発。ボラー連邦の属領バース星をめぐる戦闘で、ガルマン帝国軍の使用した惑星破壊プロトンミサイルが流れ弾となり太陽に命中する。その結果、太陽の核融合異常増進が発生し、1年後に地球が灼熱地獄となり人類は滅亡する危機となる。地球連邦政府が楽観視する中、唯一事態を重く受け止めた地球防衛軍司令長官藤堂平九郎は、最悪の事態に備え、ヤマトを第2の地球探しの特務艦として派遣することを決定。長く艦長代理を務めてきた古代進を正式に新艦長として任命し、土門竜介・揚羽武ら新人乗組員を乗船させ、ヤマトは人類が移住可能な惑星探索に旅立つ。
地球を発進したヤマトは、海王星付近において満身創痍で敗走してきたバース艦隊旗艦ラジェンドラ号と遭遇。援助を求めるラジェンドラ号に対し、地球側は中立の姿勢を保ちつつも、人道的な観点からできる範囲の支援を行う。しかし、追撃してきたガルマン帝国のダゴン艦隊が現れ、地球の領空を侵犯してラジェンドラ号とヤマトへ攻撃を開始。ヤマトは応戦してこれを退けたが、星間戦争に巻き込まれることとなってしまう。惑星探査を続けるヤマトはダゴンによる執拗な攻撃を受けることになるが、3度目の戦闘でダゴンを葬り去ることに成功する。
その後、ヤマトはラジェンドラ号が所属していたバース星へ辿り着く。ラジェンドラ号の一件から歓迎されたヤマト乗組員は、そこでボラー連邦と、かつて銀河系を支配したシャルバートと呼ばれる国を崇め奉るシャルバート教の存在を知る。そして、ボラー連邦首相ベムラーゼと意見が対立し、敵と見做されてしまう。
ボラーという新たな脅威を生みながらも惑星探査を続けるヤマトだったが、ガルマン帝国の次元潜航艇の部隊から奇襲を受け、敵要塞に拿捕されてしまう。しかしその後、かつてのガミラスの総統デスラーから通信を受ける。ガルマン帝国の正体はデスラーが再興したガルマン・ガミラス帝国だったのである。自身の監督不行き届きのお詫びとしてガルマン・ガミラス本星に招いたヤマトから、地球の状況を教えられたデスラーは、償いとして協力を申し出て、やがて地球に酷似した惑星ファンタムの存在を発見したことを知らせる。
ファンタムに向かったヤマトは、そこが第二の地球になり得る星であることを確認し歓喜するが、地上探査に降り立った乗組員は、死んだ家族や地球の都市などの幻を見る。この惑星は、それ自体が1つの生命体であり、人の記憶を元に幻を見せていた。コスモ生命体「ファンタム」から、シャルバートの王女とされる女性ルダを託されたヤマトは、ファンタムに別れを告げ再び旅立つ。しかし、ファンタムの正体を知りプライドを傷つけられたデスラーは、ファンタムを破壊させ、ヤマトとデスラーの間に少なからぬ軋轢が生まれる。そして、ルダのことを知ったデスラーとボラー連邦は、ルダを確保すべくヤマトへと艦隊を派遣する。
ルダ王女を乗せ、惑星探査を継続したヤマトだったが、最後まで移住可能惑星を発見することはできず、移住への望みは絶たれる。その時、ルダ王女がヤマトをシャルバートへ招待すると告げる。ルダ王女の導きでシャルバート星へと辿り着いたヤマトだったが、そこにあったはかつて銀河系を支配したとは信じられないほどの未発達の文明だった。そしてそこに、ヤマトを追ってきたデスラー艦隊とボラー艦隊が現れる。ボラー艦隊を撃退した後、古代達はルダに、現代文明をはるかに凌ぐテクノロジーの塊とも言える兵器群を収めた王家の墓所を見せられる。かつてシャルバートは、武力のみでは真の平和は訪れないと悟り、全ての兵器を封印して、異次元へと姿を消したのだった。そしてヤマトは、シャルバートから太陽制御を可能とするハイドロコスモジェン砲を譲り受ける。その後、古代からシャルバートの真実を教えられたデスラーも去っていった。
ハイドロコスモジェン砲を手に入れたヤマトは太陽系へと帰還し、太陽を制御しようとするが、直前にベムラーゼ率いるボラー艦隊に襲撃される。敵機動要塞の超兵器により窮地に陥るヤマトだったが、デスラー艦隊が現れボラー艦隊へと攻撃を開始する。デスラーはボラーの撃滅こそが自身の宿願と述べ、ヤマトに太陽制御に集中するよう指示する。激戦の末、デスラーはベムラーゼもろとも敵要塞を撃破。ヤマトはハイドロコスモジェン砲で太陽の核融合異常増進を停止させる。
全てが終わった後、ヤマト乗組員たちは戦いを起こさないための本当の戦いはこれからであることを改めて認識し、デスラーもそれに同意しつつ去って行った。地球人類滅亡まで約30日を残し、蘇った太陽を背に、ヤマトは地球へと帰還した。

## 主な登場人物

### 地球
第二の地球探しという長期の航海であることから、艦内生活や人間模様を描くために、土門竜介、揚羽武、坂巻浪夫、仁科春夫、雷電五郎、板東平次、赤城大六、幕之内勉、平田一、京塚ミヤコ以下の看護士・看護婦や、多数のロボットやアンドロイドなど、各部門に新しいキャラクターが多数加えられた。しかし、土門、揚羽以外のほとんどの人物は、名前とセリフこそあったものの、早々に退場するか、その他大勢程度の活躍のままで終わる。
古代進 - 富山敬（第1話～第25話）
ヤマト戦闘班長兼艦長代理だったが、本作で正式に艦長に就任する。
新惑星探索の航海を続ける中において、若手を厳しく指導していく一方で、責任者として苦悩する姿も見られる。
森雪 - 麻上洋子（第1話～第10話、第12話～第13話、第15話～第25話）
ヤマト生活班長。古代の婚約者。
惑星探査という航海の目的上、生活班の責任者として多くの場で活躍していく。生活班任務以外にも、医務班では看護師、第1艦橋ではレーダー員を兼務する等、極めて優秀なクルーである。
島大介 - 仲村秀生（第1話～第17話、第19話～第20話、第22話～第25話）
ヤマト航海班長で、本作では副長を兼任する。
同期の古代が艦長に就任したことにわずかながらも嫉妬し、意見の対立などを招いていたが、ケンタウルスα星での騒動を通して古代を艦長の器として認めるようになる。
真田志郎 - 青野武（第1話～第25話）
ヤマト工作班長で、本作では副長を兼任する。
ヤマトの頭脳にして、古代にとっては良き兄代わりともいえる存在。戦闘では参謀として知恵を出すほか、工作班を率いて惑星探査などにおいても活躍する。
佐渡酒造 - 永井一郎（第2話、第4話～第6話、第8話～第10話、第13話、第15話、第17話、第20話～第21話、第24話～第25話）
アナライザー - 緒方賢一（第1話～第4話、第8話～第9話、第11話～第12話、第15話、第19話～第21話、第23話、第25話）
山崎奨 - 寺島幹夫（第3話、第9話～第11話、第16話～第17話）
相原義一 - 野村信次（第3話、第5話～第15話、第17話～第19話、第21話～第25話）
太田健二郎 - 鈴置洋孝（第5話～第7話、第9話～第11話、第14話～第17話、第20話、第24話）
南部康雄 - 林一夫（第5話、第7話～第8話、第11話～第12話、第14話～第15話、第17話、第21話、第23話）
加藤四郎 - 神谷明（第2話～第4話、第6話、第9話～第11話、第13話、第19話、第23話～第25話）
徳川太助 - 古谷徹（第2話～第4話、第6話、第8話～第11話、第13話、第15話、第25話）
揚羽武 - 古川登志夫（第1話～第2話、第4話、第7話、第9話～第13話、第16話、第19話～第25話）
ヤマト新乗組員。土門の同期で親友。戦闘班飛行科へ配属され、若手のエースとして活躍する。
シャルバート星の王女であるルダの護衛役となり、やがて互いに恋い慕うようになる。
土門竜介 - 田中秀幸（第1話～第2話、第4話～第9話、第11話～第17話、第19話～第25話）
ヤマト新乗組員。戦闘班砲術科を志望していたが、生活班炊事科に配属される。当初は自身の配属に不満を持っていたが、航海を通じて成長していく。
両親をダゴン艦隊が放置した流れ弾ミサイルによって亡くしており、ガルマン・ガミラスに少なからず憎悪を抱いている。
京塚ミヤコ - 中野聖子（第2話）
幕之内勉 - 稲垣悟（第4話～第5話、第12話、第20話）
平田一 - 曽我部和行（第4話、第6話）
生活班炊事科所属の乗組員。古代の同期。
生活班任務の重要さを叩き込む等、土門の良き指導者となる。第11番惑星での戦闘における白兵戦で戦死する。
坂巻浪夫 - 千葉繁（第4話、第6話～第7話、第11話、第15話、第20話）
板東平次 - 塩沢兼人（第4話、第6話～第7話、第14話、第16話～第18話、第20話）
仁科春夫 - 村山明（第7話）
雷電五郎 - 兼本新吾（第8話～第9話、第11話、第15話）
赤城大六 - 高山大樹（第7話、第11話、第13話）
藤堂昌子 - 杉山佳寿子（第3話、第12話、第14話、第17話～第18話、第25話）
藤堂平九郎 - 伊武雅之（第1話～第6話、第12話、第14話、第19話～第20話、第25話）
地球防衛軍司令長官。政府に一蹴されたサイモン教授の太陽核融合異常増進説を重く捉え、ヤマトに移住可能惑星探索の任を与える。後に太陽異常を正式に認めた大統領から、移民計画本部長に任命される。なお、本作において初めて劇中で本名が判明した。
土門の父 - 矢田耕司（第1話）
土門の父 - 宮崎恵子（第1話）
宇宙戦士訓練学校校長 - 北川国彦（第1話）
宇宙戦士訓練学校教官 - 宮村義人（第1話）
大統領 - 北川国彦（第1話、第7話、第12話、第18話）
黒田博士 - 矢田耕司（第1話、第7話～第8話）
サイモン教授 - 田中康郎（第2話、第4話）
太陽の核融合が異常増進していることを発見した唯一の人物。本シリーズで地球を救った最大の立役者の一人。
総長 - 雨森雅司（第2話、第4話）
揚羽の父 - 川久保潔（第2話、第4話）
揚羽の母 - 荘司美代子（第2話、第4話）
アルファ星警備司令 - 矢田耕司（第7話）
アルファ星のスナックのマスター - 北川国彦（第7話）
山上トモ子 - 中谷ユミ（第8話～第9話）
トモ子の夫 - 笹岡繁蔵（第8話）
山上老人 - 大久保正信（第8話～第9話）
団彦次郎 - 小林修（第10話）

### ガルマン・ガミラス帝国
デスラー - 伊武雅之（第4話、第9話～第10話、第12話～第13話、第15話～第25話）
ガルマン・ガミラス帝国総統。
『新たなる旅立ち』でヤマトと別れた後、残存ガミラス艦隊を率いて銀河系中心部へと赴き、そこで発見したガルマン民族が住む二重惑星を発見し、新たな帝国を建国する。
総統という地位を得たのは世襲や恐怖政治によるものではなく、ガルマン星をはじめとするボラー連邦に蹂躙されていた周辺宙域の星々を解放した功績により、国民から正式に選ばれたからである。銀河系全土の平和を実現するため、各方面へ侵略の手を伸ばしている。
タラン - 矢田耕司（第16話～第18話、第20話～第21話、第24話～第25話）
デスラーの副官。旧ガミラス帝国時代からデスラーを補佐している古参軍人。
キーリング - 宮村義人（第9話、第12話～第13話、第16話、第19話、第21話～第22話）
ガイデル - 柴田秀勝（第7話～第12話、第14話～第15話）
優れた手腕をもって、攻略の難しい東部方面に着々と勢力を広げていた。オリオン腕最辺境の恒星系（太陽系）には侵攻するなとデスラーから厳命されていたが、ダゴンとヤマトが交戦するようになったことによりヤマトを、ひいては地球をも攻略対象に含めるようになる。
フラーケン率いる次元潜航艇隊を駆使してヤマトを拿捕することに成功し、そのまま地球へと侵攻しようとするが、ヤマトとの交戦を知ったデスラーに激怒され、即時ヤマトを解放する。
ダゴン - 寺田誠（第1話～第11話）
東部方面軍第18機甲師団司令。地球の危機を招いた張本人であり、ヤマトが星間戦争に巻き込まれる原因にもなった人物。
多大な戦果を挙げる優秀な軍人だが、冷酷で周囲への配慮も一切せず、領空侵犯なども辞さない。太陽系外縁でのラジェンドラ号を巡る一件からヤマトと対立することになり、三度の交戦の末に戦死する。
ヒステンバーガー - 寺島幹夫（第4話、第12話）
フラーケン - 大木民夫（第14話～第15話）
ガイデルの旗下の一人で部隊名は不明。「ガルマンウルフ」と称される猛将で、次元潜航艦隊（潜宙艦隊）の司令官。このシリーズでヤマトに勝利した数少ない人物である。
フラウスキー - 木原正二郎（第17話～第18話）
ガルマン・ガミラスの軍人兼技術者。デスラーにより太陽の核融合異常増進を食い止める作戦に任命される。太陽制御プロトンミサイルを撃ち込み一時的に制御を取り戻すが、直後に太陽が反乱を起こして作戦は失敗に終わり、その責任を取る形で自ら太陽に突入して命を絶つ。
ゲーレン - 小関一（第11話）
ヘルマイヤー - 池田勝（第21話～第22話）
グスタフ - 蟹江栄司（第21話～第23話）

### ボラー連邦
ベムラーゼ - 滝口順平（第13話、第19話～第20話、第22話、第25話）
ボラー連邦首相。気に入らないものは問答無用で処罰する冷徹な独裁者。バース星での古代たちとの口論からヤマトを敵とみなすようになる。デスラーを討つことに執着しており、自ら機動要塞をもって太陽系にまで侵攻し、デスラーを誘き出す。
ゴルサコフ - 玄田哲章（第19話～第20話、第22話、第24話）
バルコム - 飯塚昭三（第23話）
ハーキンス - 田中勝（第19話、第22話～第23話）
ラム - 木村幌（第2話～第6話）
バース星艦隊旗艦ラジェンドラ号艦長。バース人。バース軍人としての誇りを大切にする人物。ダゴン艦隊に敗退し太陽系まで逃れ、ヤマトに援助を求める。満身創痍のラジェンドラ号で最期まで勇敢に戦い、同艦の撃沈に伴い戦死する。
ボローズ - 池田勝（第12話～第13話）
バース星総督。ラジェンドラ号の恩からヤマトを快く迎え入れ、友好を築こうとするが、ベムラーゼの指示により拿捕しようとし始める。最期はベムラーゼ艦隊が放ったミサイルにより惑星ごと消滅させられる。
レバルス - 西村知道（第12話～第13話）
ボラー艦長 - 北川国彦（第1話）

### シャルバート
マザー＝シャルバート
シャルバート星の女王で、人々の信仰の中に生きる人物。
ルダ - 潘恵子（第22話～第25話）
シャルバート星の王女。ボラー連邦に捕らわれ、惑星ファンタムに流刑されていた。
長老 - 宮内幸平（第24話）

### その他
長老 - 八奈見乗児（第19話）
ファンタム中心生命体 - 島本須美（第22話）
ナレーター - 納谷悟郎（第1話～第25話）

## 主な登場メカ

### 地球防衛軍
宇宙戦艦ヤマト
シリーズ主役艦。本作では惑星探査用の装備の充実を基軸とした大改装が施され、辺境パトロールの名目で移住可能惑星探索の任に就く。
艦の外見上の特徴として、前作『ヤマトよ永遠に』より主砲の各砲身先端に白い3本の横線「参戦マーク」と、波動砲口および第二砲塔の上部、艦体後部両弦に「錨マーク」が施されている。
コスモハウンド
本作で新たにヤマトへ搭載された惑星探査用の大型機。

### ガルマン・ガミラス帝国
惑星破壊プロトンミサイル
文字通り惑星破壊を可能とするミサイル。命中した物体の核融合を誘発させ、崩壊へと導く。恒星に撃ち込まれた場合は核融合の異常増進が起こり、地球の太陽規模の恒星であれば１年後には爆発させてしまう。
新反射衛星砲
反射衛星砲の後継兵器。バーナード星第1惑星基地へ配備された。

### ボラー連邦
ワープミサイル
ワープ機能を備えたミサイル。複弾頭タイプと大型の惑星破壊タイプが存在し、どちらもガルマン・ガミラス本星への攻撃に使用された。惑星破壊タイプは同星の防衛網を突破したものの、ヤマトの波動砲によって破壊された。ボラー連邦側の惑星破壊ミサイルでは、この１発のみが登場した。
ブラックホール砲
人工的に小ブラックホールを発生させ、目標をその強力な重力場に引き込み、破壊する兵器。地球の太陽圏において、デスラー率いるデスラー砲艦隊をいとも容易くほぼ全滅に追い込んだ。

### シャルバート
ハイドロコスモジェン砲
恒星の核融合を制御する砲。シャルバートからヤマトへと譲渡される。

## 登場勢力
地球連邦
太陽核融合異常増進により、再び危機に陥る。
他のシリーズ作品と異なり、他の星間国家から直接侵略は受けていない。
ガルマン・ガミラス帝国では「オリオン湾最辺境の恒星系」と位置付けられている。
ガルマン・ガミラス帝国
天の川銀河の中心部、核恒星系に建国された連合国家。ボラー連邦と激しい戦争状態にある。
本星であるガルマン星は元々ガミラス民族の祖先であるガルマン民族の住む惑星で、ボラーの支配下に置かれていたが、デスラーにより解放され、ガミラス民族とガルマン民族を統合した新国家として樹立する。その後は驚異的な勢いで次々とボラー連邦の支配領域を制圧・解放し、天の川銀河を二分するほどの巨大星間国家となる。
ボラー連邦
天の川銀河の一翼を支配する巨大な星間連邦国家。元は同銀河系の大半の領域を支配する最大最強の国家だったが、ガルマン・ガミラスによって天の川銀河の中心部の領土を奪われたのち、支配領域を半分程度にまで衰退させられた。だがその戦力は健在であり、ワープミサイルやブラックホール砲、デスラー砲の斉射でさえ効果を与えられない機動要塞ゼスパーゼをもって、幾度となくガルマン・ガミラスを窮地に追い込む。
惑星国家バース
ボラー連邦の保護国である惑星国家。地球から約5,000光年と、宇宙戦艦ヤマトの世界では比較的近い位置にあるバジウド星系の第4惑星。元々は独立国だったが、他の国家群からの侵略の危機に幾度となく見舞われ、劇中の10年ほど前にボラー連邦の傘下に入った。ラジェンドラ号のような恒星間航行が可能な宇宙戦艦を独自に建造しており、非常に高い文明レベルを持つことが窺える。

シャルバート
幾千年の昔、圧倒的な武力をもって銀河系を統一した巨大国家。女王マザー・シャルバートによって治められている。現在では伝説上の存在となっており、多数の信奉者も存在する。
衰退したとされたが、実際には武力による平和はないと悟り、自ら全ての武器を封印して、母星もろとも異次元へと隠れて静かに暮らしていた。第24話において、真田はシャルバート星の地下に封印されていた兵器群の中のひとつをハイペロン爆弾と見間違えたのち「そんなものとは比べ物にならないほどの超近代兵器！」と称しており、その科学力･技術力はデザリアムをも凌駕していたと考えられる。

## スタッフ
- 企画・製作・総指揮 - 西崎義展
- 監督・総設定 - 松本零士
- 監督 - 山本暎一
- アニメーション・ディレクター - 棚橋一徳
- 総作画監督 - 小泉謙三
- SF設定協力 - 豊田有恒、星敬、出渕裕
- メカデザイン - 板橋克己、サブマリン
- 美術監督 - 伊藤主計、勝又激
- 撮影監督 - 菅谷信行
- 音響監督 - 鳥海俊材
- 音響制作 - ザック・プロモーション
- 編集 - 井上千造
- 編集所 - 映広音響
- 音楽 - 宮川泰
- 担当プロデューサー - 福尾元夫、山根治、野崎欣宏、山田哲久、横山和夫
- 制作 - よみうりテレビ、東京動画

## 主題歌
オープニングテーマ
「宇宙戦艦ヤマト」
作詞 - 阿久悠 / 作曲・編曲 - 宮川泰 / 歌 - ささきいさお、ロイヤル・ナイツ

エンディングテーマ
「銀河伝説」
作詞 - 阿久悠 / 作曲 - 宮川泰 / 編曲 - 川口真 / 歌 - 岩崎宏美
第1・2話のEDで使用。
「別離」
作詞 - 和田順子、山口洋子 / 作曲・編曲 - 宮川泰 / 歌 - 堀江美都子
第3・4・5および6話以降の偶数回で使用。
「ヤマトよ永遠に」
作詞 - 安藤ありさ / 作曲・編曲 - 宮川泰 / 歌 - ささきいさお
第7話以降の奇数回で使用。
テレビ版第1・2作と同じく、「宇宙戦艦ヤマト」がオープニングテーマだが、後期レコードバージョンの前半部分と、第一作TVシリーズで使用したオープニングの後半部分とを編集で繋げて1コーラスにしている。この2曲はテンポが微妙に異なるため、繋いだ部分（"銀河を離れイスカンダルへ〜"）からテンポアップして聴こえる。後半部の音源がモノラルだったため、全体としてもモノラルでダビングされている。
「銀河伝説」は、もともと劇場版『ヤマトよ永遠に』のために作られた歌で、オリジナルの岩崎宏美歌唱版が本作でも使用された。初出音盤は「ヤマトよ永遠に」と題されたシングル・レコード（SV-7030、1980年8月にビクターより発売）。
「別離」と「ヤマトよ永遠に」の詞は、『ヤマトよ永遠に』の劇場公開記念に一般公募されたものから選ばれた。この2曲の初出音盤は「宇宙戦艦ヤマトIII」と題されたシングル・レコード（CK-571、1980年12月に日本コロムビアより発売）。「ヤマトよ永遠に」の作詞者はヤマトの熱烈なファンで、後に声優となった安藤ありさである。同じ一般公募の「別離」には山口洋子による修正が入ったのに対して、安藤の詞はほぼそのまま採用された。
1980年12月には『宇宙戦艦ヤマト 主題歌・ヒット曲集』というLPレコード（CQ-7058）も日本コロムビアから発売されているが、それには「銀河伝説」の堀江美都子カヴァー版は収録されたものの、「別離」と「ヤマトよ永遠に」は収録されなかった。

## 各話リスト
| 話数   | 放送日          | サブタイトル               | 脚本            | 絵コンテ   | 作画監督   | 演出       | 人類絶滅まであと |
| ------ | --------------- | -------------------------- | --------------- | ---------- | ---------- | ---------- | ---------------- |
| 第1話  | 1980年 10月11日 | 太陽系の破滅               | 山本暎一        | 白土武     | 高橋信也   | 棚橋一徳   | 343日（推定）    |
| 第2話  | 10月18日        | 銀河系大戦                 | 山本暎一        | 白土武     | 小泉謙三   | 棚橋一徳   | 337日（推定）    |
| 第3話  | 10月25日        | ヤマト暁の発進             | 山本暎一        | 白土武     | 芦田豊雄   | 棚橋一徳   | 329日            |
| 第4話  | 11月1日         | あの火星を撃て             | 藤川桂介        | 遠藤政治   | 小泉謙三   | 棚橋一徳   | 328日            |
| 第5話  | 11月8日         | SOS! ラジェンドラ号        | 藤川桂介        | 白土武     | 宇田川一彦 | 宇田川一彦 | 326日            |
| 第6話  | 11月15日        | 激闘! 11番惑星空域         | 山本暎一        | 白土武     | 小泉謙三   | 川喜多繁   | 325日            |
| 第7話  | 11月22日        | アルファ星波高し           | 山本暎一        | 松野達也   | 芦田豊雄   | 芦田豊雄   | 311日            |
| 第8話  | 11月29日        | 最後の開拓者               | 山本英明        | 白土武     | 白土武     | 白土武     | 308日            |
| 第9話  | 12月6日         | バーナード星の決闘         | 山本英明        | 白土武     | 小泉謙三   | 棚橋一徳   | 306日            |
| 第10話 | 12月13日        | ダゴン新鋭艦隊の反撃       | 山本英明        | 笹川ひろし | 宇田川一彦 | 宇田川一彦 | 285日            |
| 第11話 | 12月20日        | ヤマト危し! 魔の白鳥座星域 | 山本英明        | 笹川ひろし | 宇田川一彦 | 笹川ひろし | 283日            |
| 第12話 | 12月27日        | 宇宙の流刑地               | 山本英明        | 白土武     | -          | 川喜多繁   | 228日            |
| 第13話 | 1981年 1月10日  | 恐るべし! ボラー連邦       | 山本英明        | 白土武     | 白土武     | 白土武     | 227日            |
| 第14話 | 1月17日         | 次元潜航艇ガルマンウルフ   | 山本暎一 山本英 | 白土武     | 芦田豊雄   | 芦田豊雄   | 207日            |
| 第15話 | 1月24日         | ヤマト捕わる!!             | 山本暎一 山本英 | 白土武     | 宇田川一彦 | 宇田川一彦 | 207日            |
| 第16話 | 1月31日         | デスラーの祝日             | 山本英明        | 笹川ひろし | 小泉謙三   | 棚橋一徳   | 183日            |
| 第17話 | 2月7日          | デスラー帝国危機一髪       | 山本英明        | 笹川ひろし | 高橋信也   | 棚橋一徳   | 182日            |
| 第18話 | 2月14日         | 怒る太陽                   | 山本英明        | 白土武     | 小泉謙三   | 川喜多繁   | 153日            |
| 第19話 | 2月21日         | 惑星ファンタムへの道       | 根本祥二        | 白土武     | 白土武     | 白土武     | 139日            |
| 第20話 | 2月28日         | 幻の惑星                   | 根本祥二        | 遠藤政治   | 宇田川一彦 | 宇田川一彦 | 118日            |
| 第21話 | 3月7日          | 打ち砕かれた希望           | 根本祥二        | 笹川ひろし | 小泉謙三   | 棚橋一徳   | 113日            |
| 第22話 | 3月14日         | さらば 夢の星よ            | 根本祥二        | 笹川ひろし | 高橋信也   | 笹川ひろし | 111日            |
| 第23話 | 3月21日         | 激戦! スカラゲック海峡星団 | 根本祥二        | 白土武     | 宇田川一彦 | 宇田川一彦 | 51日             |
| 第24話 | 3月28日         | シャルバート星の秘密       | 根本祥二        | 笹川ひろし | 宇田川一彦 | 宇田川一彦 | 46日             |
| 第25話 | 4月4日          | ヤマト あの太陽を撃て!     | 山本英明        | 白土武     | 小泉謙三   | 棚橋一徳   | （約30日）       |

## 放送局
※放送日時は1981年3月下旬 - 4月終了時点（石川テレビについては本放送終了後に放映された日時）、放送系列は放送当時のものとする。
| 放送地域       | 放送局         | 放送日時                  | 放送系列                                     | 備考                                                                                |
| -------------- | -------------- | ------------------------- | -------------------------------------------- | ----------------------------------------------------------------------------------- |
| 近畿広域圏     | 読売テレビ     | 土曜 19:00 - 19:30        | 日本テレビ系列                               | 制作局                                                                              |
| 北海道         | 札幌テレビ     | 土曜 19:00 - 19:30        | 日本テレビ系列                               |                                                                                     |
| 青森県         | 青森放送       | 土曜 19:00 - 19:30        | 日本テレビ系列 テレビ朝日系列                |                                                                                     |
| 岩手県         | テレビ岩手     | 土曜 19:00 - 19:30        | 日本テレビ系列                               |                                                                                     |
| 宮城県         | 宮城テレビ     | 土曜 19:00 - 19:30        | 日本テレビ系列                               |                                                                                     |
| 秋田県         | 秋田放送       | 土曜 19:00 - 19:30        | 日本テレビ系列                               |                                                                                     |
| 関東広域圏     | 日本テレビ     | 土曜 19:00 - 19:30        | 日本テレビ系列                               |                                                                                     |
| 山梨県         | 山梨放送       | 土曜 19:00 - 19:30        | 日本テレビ系列                               |                                                                                     |
| 新潟県         | 新潟総合テレビ | 火曜 18:30 - 19:00        | フジテレビ系列 日本テレビ系列 テレビ朝日系列 | 現：NST新潟総合テレビ 24話まで放映。 1981年4月にテレビ新潟の開局に伴い、NNNを脱退。 |
| 新潟県         | テレビ新潟     | 土曜 19:00 - 19:30        | 日本テレビ系列                               | 25話のみ放映。                                                                      |
| 長野県         | テレビ信州     | 土曜 19:00 - 19:30        | 日本テレビ系列 テレビ朝日系列                |                                                                                     |
| 静岡県         | 静岡第一テレビ | 土曜 19:00 - 19:30        | 日本テレビ系列                               |                                                                                     |
| 富山県         | 北日本放送     | 土曜 19:00 - 19:30        | 日本テレビ系列                               |                                                                                     |
| 福井県         | 福井放送       | 土曜 19:00 - 19:30        | 日本テレビ系列                               |                                                                                     |
| 中京広域圏     | 中京テレビ     | 土曜 19:00 - 19:30        | 日本テレビ系列                               |                                                                                     |
| 島根県・鳥取県 | 日本海テレビ   | 土曜 19:00 - 19:30        | 日本テレビ系列                               |                                                                                     |
| 広島県         | 広島テレビ     | 土曜 19:00 - 19:30        | 日本テレビ系列                               |                                                                                     |
| 山口県         | 山口放送       | 土曜 19:00 - 19:30        | 日本テレビ系列 テレビ朝日系列                |                                                                                     |
| 徳島県         | 四国放送       | 土曜 19:00 - 19:30        | 日本テレビ系列                               |                                                                                     |
| 香川県         | 西日本放送     | 土曜 19:00 - 19:30        | 日本テレビ系列                               | 当時の放送エリアは香川県のみ。                                                      |
| 愛媛県         | 南海放送       | 土曜 19:00 - 19:30        | 日本テレビ系列                               |                                                                                     |
| 高知県         | 高知放送       | 土曜 19:00 - 19:30        | 日本テレビ系列                               |                                                                                     |
| 福岡県         | 福岡放送       | 土曜 19:00 - 19:30        | 日本テレビ系列                               |                                                                                     |
| 大分県         | テレビ大分     | 土曜 19:00 - 19:30        | フジテレビ系列 日本テレビ系列 テレビ朝日系列 |                                                                                     |
| 山形県         | 山形放送       | 月曜 17:30 - 18:00        | 日本テレビ系列 テレビ朝日系列                |                                                                                     |
| 福島県         | 福島中央テレビ | 月曜 18:00 - 18:30        | 日本テレビ系列 テレビ朝日系列                |                                                                                     |
| 石川県         | 北陸放送       | 月曜 17:30 - 18:00        | TBS系列                                      | 1980年10月27日から放送。 放送途中で石川テレビへ放映権移行。                         |
| 石川県         | 石川テレビ     | 月曜 - 金曜 17:25 - 17:55 | フジテレビ系列                               | 北陸放送から移行。                                                                  |
| 長崎県         | 長崎放送       | 日曜 18:00 - 18:30        | TBS系列                                      |                                                                                     |
| 熊本県         | 熊本放送       | 木曜 19:00 - 19:30        | TBS系列                                      |                                                                                     |
| 宮崎県         | 宮崎放送       | 木曜 19:00 - 19:30        | TBS系列                                      |                                                                                     |
| 鹿児島県       | 南日本放送     | 火曜 19:30 - 20:00        | TBS系列                                      |                                                                                     |
| 沖縄県         | 琉球放送       | 木曜 19:00 - 19:30        | TBS系列                                      |                                                                                     |

## 総集編
1983年12月28日には、読売テレビ系『水曜ロードショー』枠でテレビスペシャルとしてオリジナル総集編『宇宙戦艦ヤマトIII 太陽系の破滅』が放送された。
ダゴンとの戦闘やフラウスキーの太陽制御作戦、スカラゲック海峡星団の戦闘などのエピソードはカットされ、主に次元潜航艇との戦闘からのガルマン･ガミラス訪問や惑星ファンタム、シャルバートのエピソードが主流となっている。
また、ヤマトがバース星に立ち寄るエピソードもカットされているため、ヤマトとボラー連邦の関わりは全くと言っていいほどなくなっており、終盤でようやく直接戦闘することになっている。
『宇宙戦艦ヤマトII ヤマトよ永遠なれ!』とは異なり、新録されているセリフはないうえ、BGMも差し替えられているシーンは少なく、テレビ放送版の映像をそのまま継ぎ接ぎしたような内容になっている。

## メディア展開

### 漫画（コミカライズ）
宇宙戦艦ヤマトIII
増尾隆之によるコミカライズ。1981年の5月および7月に、朝日ソノラマのサンコミックスより全2巻描き下ろしで刊行。
宇宙戦艦ヤマトIII
愛沢ひろしによるコミカライズ。冒険王の80年11月号から81年8月号まで連載。長らく単行本化されていなかったが、2018年10月発売の『宇宙戦艦ヤマト2 冒険王オリジナル復刻決定版 下』にて掲載された。

### 小説
- 『宇宙戦艦ヤマトIII 1、2』文：若桜木虔、監修：西崎義展（集英社文庫コバルトシリーズ、1981年5月15日）
- 『宇宙戦艦ヤマトIII』文：三浦清史、監修：西崎義展（集英社モンキー文庫、1981年6月）
- 『宇宙戦艦ヤマトIII 1、2、3』（ヤマト大全集10、11、12）構成：西崎義展（朝日ソノラマ）

## ビデオソフト
『宇宙戦艦ヤマトIII DVD MEMORIAL BOX』
品番：BCBA-0532 / 販売元：バンダイビジュアル / 発売日：2001年5月25日
全5枚組のDVDのボックス。

## その他
本作では新しい技術として、アルゴンレーザーを用いた透過光が使われている（第12話の収容所の柵など）。気体の特性から透過光マスクから回折、散光するので光の粗密部分が生じ、立体感のある光学合成となっている。これは通常の透過光よりさらに非常な手間と費用がかさむ演出で、次作『宇宙戦艦ヤマト 完結編』以降はヤマト以外のアニメ作品を含めてもほとんど使われていない手法である。デジタルアニメにおいては同様の効果を持つエフェクトも存在していないのが現状である。
本作のヤマトは、前作劇場版『ヤマトよ永遠に』から引き続き、艦首と艦体後部に錨マーク、主砲に参戦章が付いたデザインとなる（次作『完結編』では錨マークが消える）。
本作では宮川泰の実子である宮川彬良が本名の宮川晶の名でBGMの一部を担当している。「第18機甲師団」と「バーナード星の戦闘」がそれである。「第18機甲師団」はタイトルにあった「18」が自分のラッキーナンバーだったことで気分が高揚し、敵側の音楽とは気付かずに書いてしまい、ヒロイックな曲調になっている。
『宇宙戦艦ヤマト 新たなる旅立ち』から顕著になる「宇宙服を着用せずに宇宙空間に出ても生きている」描写は本作でもフラーケンの登場シーンで描かれそうになったが、本作から参加した出渕裕によって宇宙服ありに変更された。